# Джеффертс Шори, Кэтрин
Кэ́трин Дже́ффертс Шо́ри (англ. Katharine Jefferts Schori; род. 26 марта 1954, Пенсакола) — c 2006 по 2015 год — 26-й председательствующий епископ Епископальной Церкви США, в 2001—2006 годах — епископ Епископального диоцеза Невады. Она является первой женщиной-примасом церкви в Англиканском сообществе.

## Биография
Кэтрин Шори родилась в г. Пенсакола, Штат Флорида, США. Была крещена в Римско-католической церкви, но с восьми лет, с 1963 года, вместе с родителями, желавшими перейти из католицизма, посещала богослужения в Епископальной церкви, после чего перешла в англиканство.
Окончила школу в Нью-Джерси, а затем поступила на бакалавра по биологии в Стэнфордский университет в 1974 году, после окончила Орегонский университет со степенью магистра океанографии в 1977 году и кандидата в 1983 году.
В 1979 году она вышла замуж за Ричарда Шори, профессора Орегонского университета. Их дочь Кэтрин является капитаном и пилотом в ВВС США.
В 1994 году получила степень магистра богословия и в тот же год была рукоположена во священники.
В 2001 году она была избрана и рукоположена в епископы Невады, в том же году ей была присуждена степень доктора богословия Honoris Causa. (Это общепринятая практика в семинарии Епископальной церкви присуждения почетной докторской степени выпускникам, которые стали епископами).
18 июня 2006 года Кэтрин Шори была избрана примасом на 75-й Генеральной Конвенции и рукоположена во епископы в Вашингтонском национальном Кафедральном соборе святых Петра и Павла 4 ноября 2006 года.
В июле 2009 года она приняла участие в сессии Генеральной Конвенции Епископальной Церкви уже как председательствующий епископ.
Почётный доктор Оксфордского университета (2014).